# Hocco de Daubenton
Crax daubentoni
Espèce
Statut de conservation UICN

 NT A2cd+4cd : Quasi menacé
Statut CITES
Le Hocco de Daubenton (Crax daubentoni ) est une espèce d'oiseaux de la famille des Cracidae.

## Description
Il mesure 84 et 92 cm de longueur. Le mâle a des barbillons, un bec et un tubercule le surplombant d'un jaune vif. Le plumage est noir avec des reflets verdâtres sur le dos, tandis que le ventre est blanc. Les pattes sont bleu-noirs. La femelle est noire avec le ventre blanc, le bec sans tubercule est noir. Elle a une importante huppe de plumes bouclées.

## Répartition et habitat

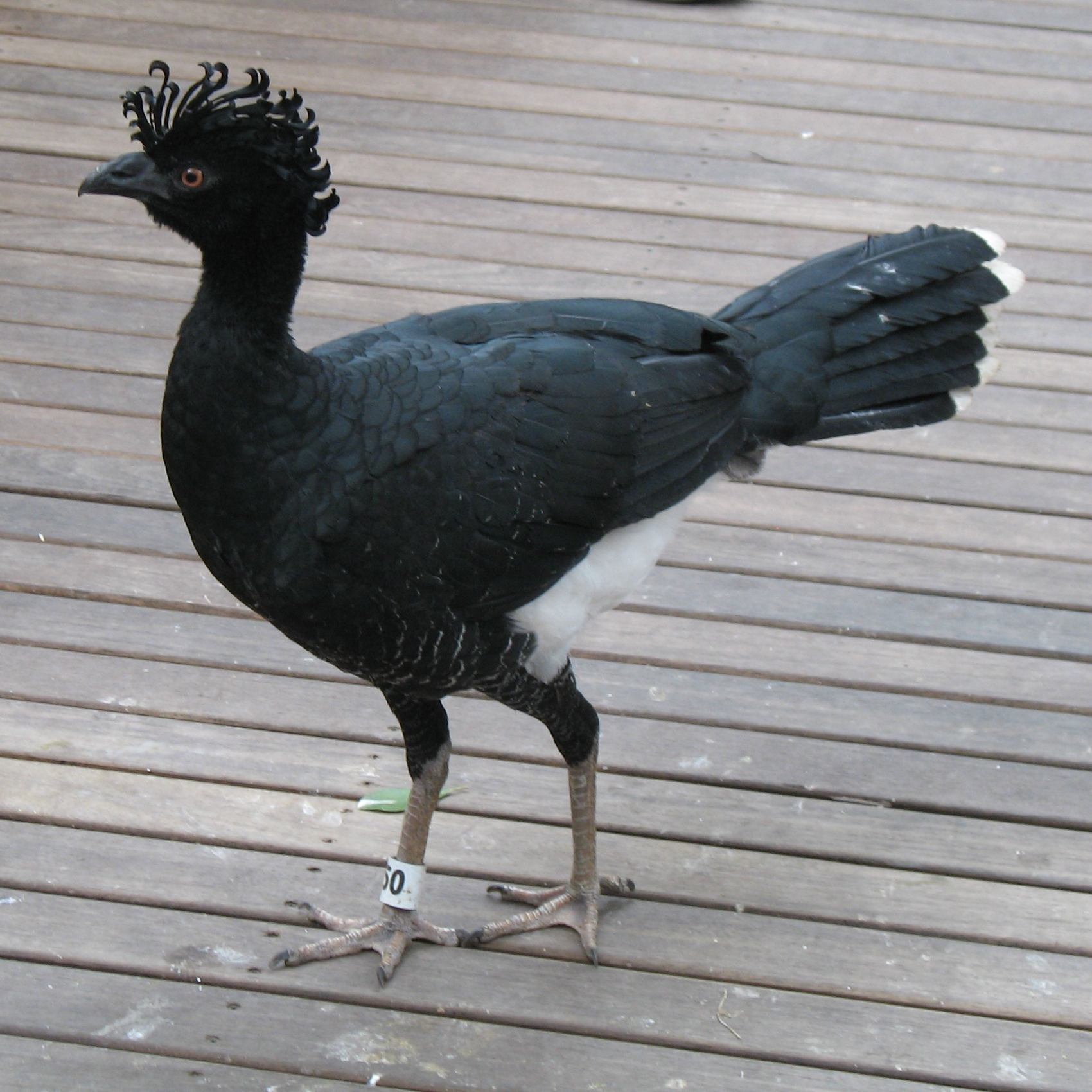
♀

Cet oiseau peuple les Llanos du nord-est de la Colombie et du Venezuela ou il privilégie les forêts galeries, les forêts humides à feuilles caduques et les savanes arborées jusqu'à 850 m d'altitude.